# Piscina (Italië)

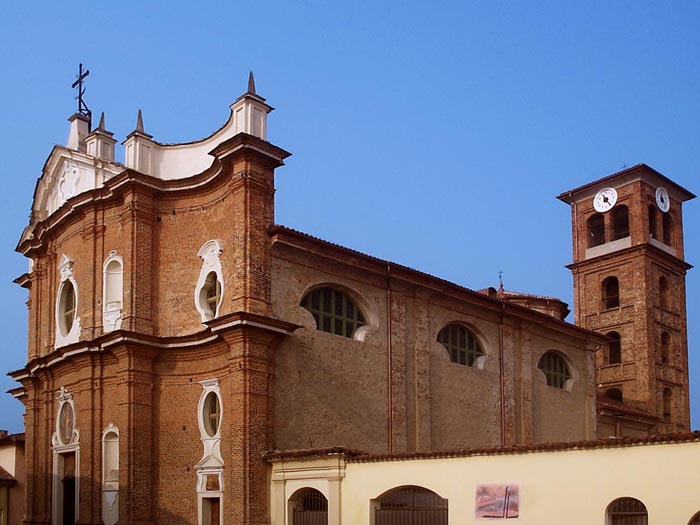
Kerk van Piscina

Piscina is een gemeente in de Italiaanse provincie Turijn (regio Piëmont) en telt 3197 inwoners (31-12-2004). De oppervlakte bedraagt 9,9 km², de bevolkingsdichtheid is 323 inwoners per km².

## Demografie
Piscina telt ongeveer 1276 huishoudens. Het aantal inwoners steeg in de periode 1991-2001 met 7,2% volgens cijfers uit de tienjaarlijkse volkstellingen van ISTAT.
| Jaar | Inwoneraantal |
| ---- | ------------- |
| 1991 | 2936          |
| 2001 | 3146          |

## Geografie
Piscina grenst aan de volgende gemeenten: Cumiana, Pinerolo, Frossasco, Airasca, Scalenghe.
1. ↑  https://demo.istat.it/?l=it.